# Saint-Martin-le-Vieux
Saint-Martin-le-Vieux este o comună în departamentul Haute-Vienne din centrul Franței. În 2009 avea o populație de 845 de locuitori.

## Evoluția populației
| An        | 1975 | 1982 | 1990 | 1999 | 2006 | 2009 |
| --------- | ---- | ---- | ---- | ---- | ---- | ---- |
| Populație | 383  | 605  | 719  | 759  | 803  | 845  |